# Omi Söderblom
Omi Söderblom, folkbokförd Omi Carin Yvonne Elisabeth Söderblom Mohammar, född den 24 april 1950 i Uppsala, är en svensk jurist och författare.
Omi Söderblom är dotter till Robert Söderblom (1927-2010) och Inga Söderblom (1926–2006), född Lindgren, barnbarn till skådespelaren och journalisten Helge Söderblom (1896-1932), barnbarnsbarn till ärkebiskopen och nobelpristagaren Nathan Söderblom (1866-1931) och Anna Söderblom, född Forsell (1870-1955), syster till Anna Söderblom, född 1963 (Näringslivsperson).
Hon utbildade sig från 1970 till jurist på Uppsala universitet, med jur. kand.-examen 1974.
Omi Söderblom utnämndes till domare i Svea hovrätt 1994. Under åren 2001-2022 var hon ledamot och ordförande i Fastighetsägarna Sveriges Etiska nämnd. 
Hon debuterade som författare 2014 med boken I skuggan av Nathan – texter av Helge Söderblom, som behandlar hennes farfar Helge Söderblom. År 2021 kom boken Söderblom och Wallenberg-affären; nytt ljus i ett trauma, som handlar om Raoul Wallenbergs mystiska försvinnande i ett Ungern i upplösning mot slutet av andra världskriget sett från ambassadören Staffan Söderbloms horisont i Moskva där han var stationerad. Ett öde som tillhör efterkrigstidens mest omskrivna och omdebatterade politiska händelser. Staffan Söderblom var den förste som handlade det som kom att kallas Wallenberg-ärendet. Staffan och Helge var bröder och söner till Nathan och Anna Söderblom. 
Omi Söderblom är gift med advokaten Michael Mohammar och har fyra barn.
Hon är sedan 2017 hedersledamot vid Stockholms nation i Uppsala.